# П'єтро Ломбарді (співак)
П'єтро Ломбарді (нар. 9 червня 1992 (32 роки) , Карлсруе ) — німецький співак, який виграв 8-му частину відомого сезону кастингового шоу Deutschland sucht den Superstar (Німеччина шукає суперзірку).

## Життя

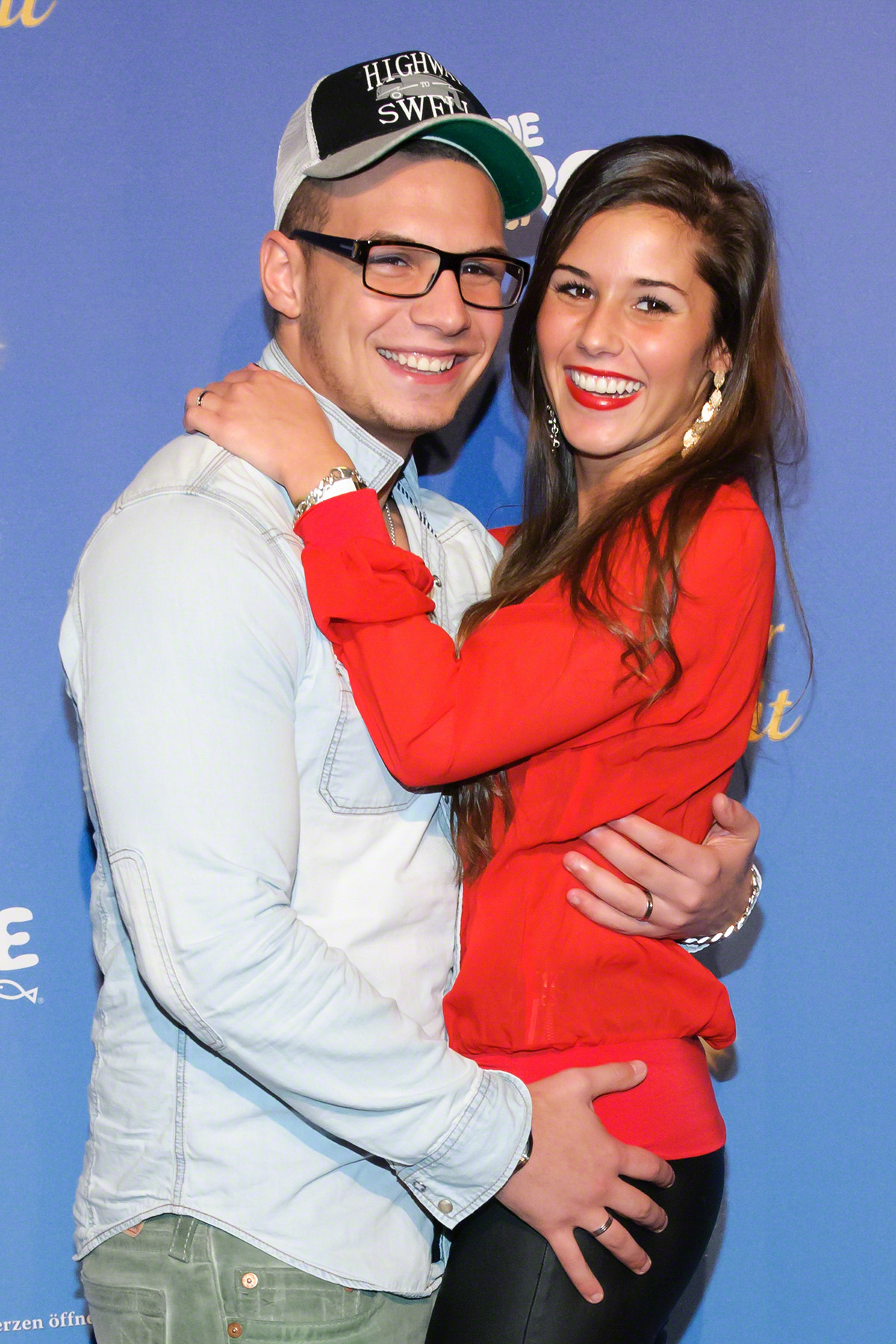
П'єтро та Сара Ломбарді, 2013 рік

П'єтро Ломбарді за батьком має італійське походження, виріс у Карлсруе разом зі старшим братом та молодшою сестрою. Закінчивши середню школу без диплому, він розпочав вчити малярство та живопис, що пізніше він кинув. Через один рік він все ж таки повністю закінчив середню школу. Крім того, він працював виробником піци та на виробництві відомої майстерні ювелірних виробів Swarovski. Грав у футбол за команду «Карлсруе» у складі «B-Junior» Бундесліги. Через зламану гомілку та фібілу у 16 років йому довелося відмовитись від професійного футболу. Потім він відкрив для себе музику та співи, і після завантаження своєї пісні «Зелені очі» на YouTube він отримав першу позитивну відповідь.
У березні 2013 року він одружився зі своєю колишньою противницею Deutschland sucht den Superstar Сарою Енгельс, з якою тісно спілкувався ще з 2011 року. У червні 2015 року у них народився син. Пара розлучилася в жовтні 2016 року; державне розлучення відбулося в 2019 році.

## Кар'єра

### Кандидат уНімеччина шукає суперзірку
У фіналі восьмого сезону Німеччина шукає суперзірку 18-річний Ломбарді був обраний переможцем після того, як раніше займав перше або ж друге місце у кожному попередньому раунді. Фінальне шоу було оформлено як «фінал пари мрій», в якому Ломбарді та його остаточна опонентка і подруга Сара Енгельс виступали, серед іншого, у весільному вбранні.

### 2011—2012 рр .: альбомиJackpotтаPietro Style
Виграна пісня Call My Name, складена Діттером Боленом, була продана понад 300 000 різів за тиждень і нагороджена платиною. Версія Ломбарді Call My Name посіла № 1 на чартах Німеччини, Австрії та Швейцарії; 27 травня вийшов Перший альбом Ломбарді під назвою «Jackpot».
17 червну 2011 року відбувся реліз I Miss You, першого синглу Сари Енгельс, на якому Ломбарді співав з нею в дуеті. Сингл тримав друге місце на німецьких чартах. 11 листопада він випустив сингл «Goin’ to L.A.»; 2 грудня 2011 року вийшов його другий студійний альбом Pietro Style . Альбом та сингл знову продюсував Дітер Болен. Як сингл, так і весь альбом не розташувалися у верхній частині топ 10. У 2012 році Ломбарді виграв на Nickelodeon Kids 'Choice Awards нагороду в категорії улюбленої зірки Німеччини, Австрії та Швейцарії.

### 2013 рік: альбомDream Team

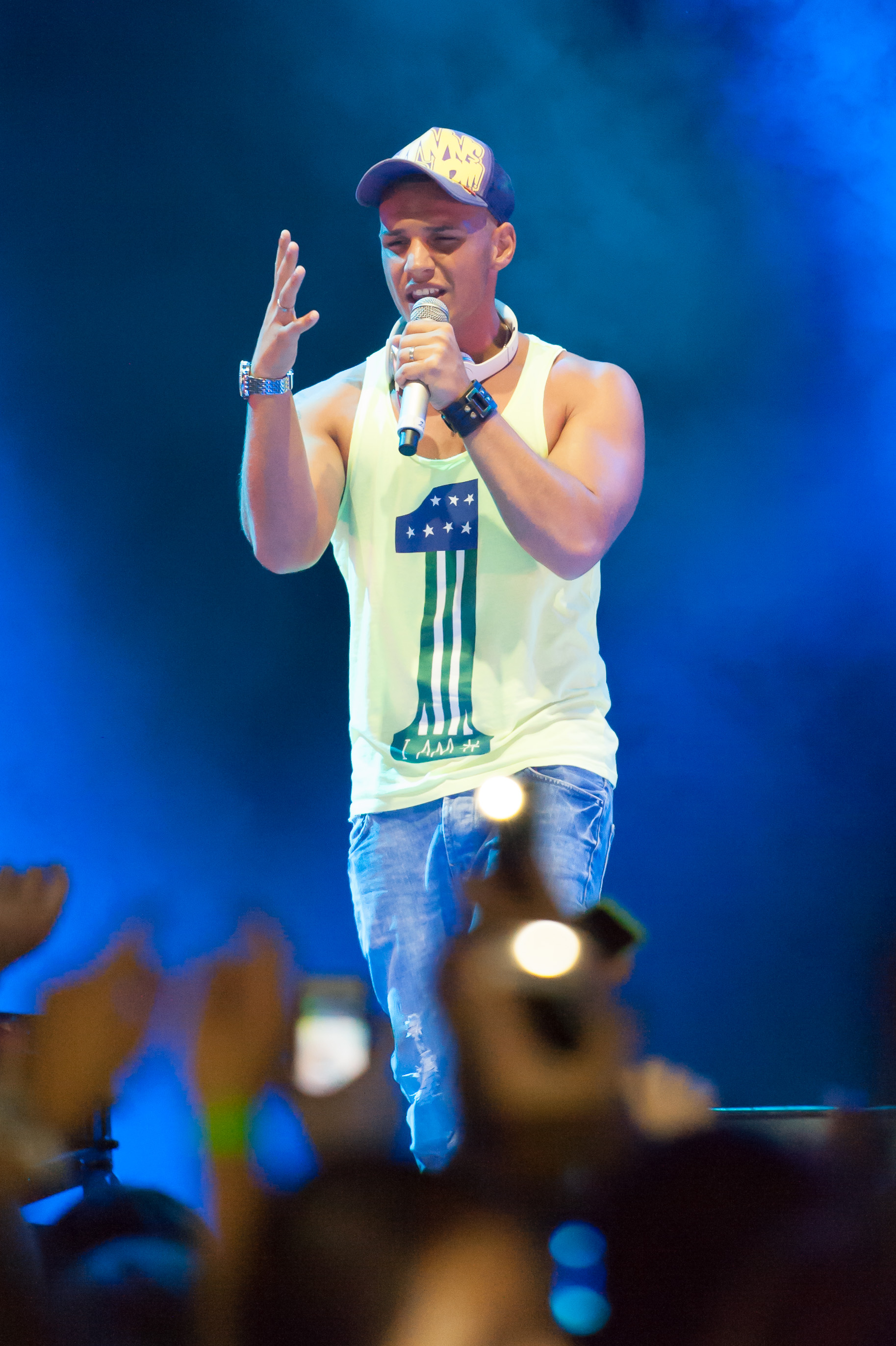
П'єтро Ломбарді, 2014 рік

Його третій альбом, який став дуетним з Сарою Енгельс, називається Dream Team. Він вийшов у березні 2013 року. Це був перший альбом, який не випускав Дітер Болен. Титульна пісня була випущена як сингл на тиждень раніше. Альбом отримав неоднозначну оцінку від музичних критиків. У той час німецьке видання Medientheke, написав, що голоси обох виконавців лунають гармонізовано, інше видання laut.de позначив альбом, як «Fremdscham» (іноземна ганьба). Ломбарді виступив на розважальному шоу Clash! Boom! Bang! від ProSieben у липні 2013 року, проти своєї дружини, яка і виграла шоу. У листопаді 2013 року вони обидва з'явилися в реаліті-шоу Der VIP-Bus — Promis auf Pauschalreise, яке супроводжувало їх в автобусній екскурсії по Італії. Ломбарді та Енгельс були представлені в музичній програмі TOGGO Tour 2014, яка подорожувала по Німеччині з травня до кінця серпня. У липні 2014 року RTL транслювало видатне видання сімейного поєдинку, в якому команда Ломбарді перемогла проти команди на чолі з спортсменом Маттіасом Штайнером. У 2014 році він брав участь у TV total Turmspringen разом із Саймоном Десу.

### 2015 рік: документальні фільми та телепередачі
У березні 2015 року на RTL II вийшов ефір документального фільму Sarah & Pietro … bauen ein Haus . У червні 2015 року був випущений схожий фільм про народження їхньої дитини, а навесні 2016 року вийшов фільм про їхню подорож на автомобілі до італії. Після розлуки RTL II показала фільм Sarah & Pietro — Die ganze Wahrheit, де був представлений огляд стосунків та пояснено передумови розлуки у листопаді 2016 року. У 2017 році П'єтро Ломбарді був кандидатом у Grill den Henssler при Global Gladiators . У 2018 році він переміг Гіла Офаріма в шоу ProSieben Schlag den Star.

### 2019 рік: Член жюрі вНімеччина шукає суперзірку
Поряд з Дітером Боленом, Оаною Нечіті та Ксав'є Найдо, Ломбарді був членом журі шістнадцятого сезону Deutschland sucht den Superstar у 2019 році. 2020 році журі виступило в тому ж складі.

### Книги
- Pietro Lombardi: Heldenpapa im Krümelchaos: Mein neues Leben. Eden Books, 2018, ISBN 978-3959101363.